# هورشتدت (شلسویگ-هولشتاین)
هورشتدت (به آلمانی: Horstedt) یک شهر در آلمان است که در نوردفرایسلند واقع شده‌است. هورشتدت ۷۵۴ نفر جمعیت دارد.